# 娄家庄娄家祠堂
娄家庄娄家祠堂，位于山东省济南市历城区唐王镇。是入中华人民共和国山东省省级文物保护单位之一。
2013年，列入第四批山东省文物保护单位，该文物保护单位是一座古建筑。